# Paderne (Melgaço)
Paderne ist eine Gemeinde (Freguesia) im nordportugiesischen Kreis Melgaço.

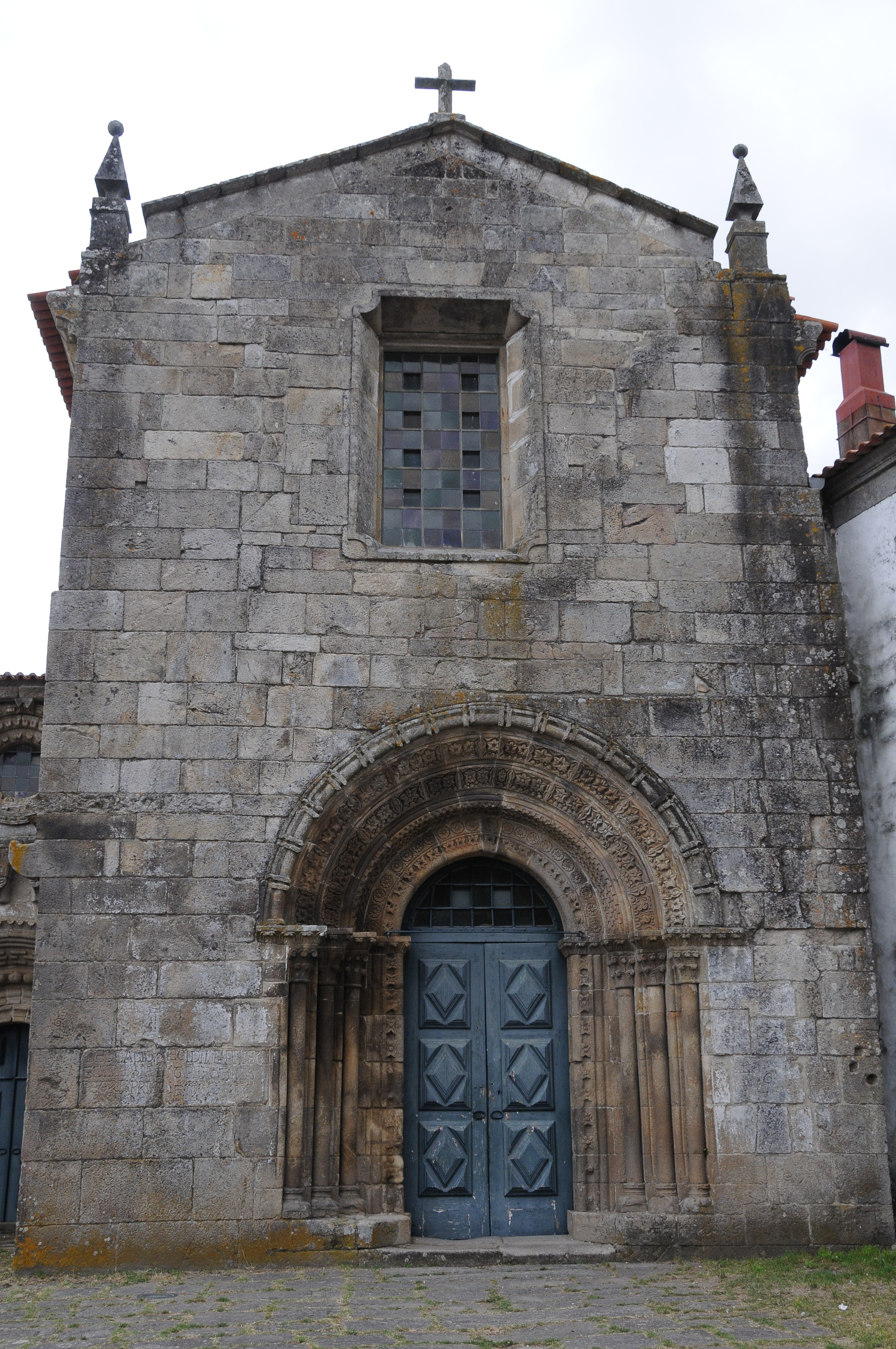
Kirche von Paderne

 In ihr leben 1030 Einwohner (Stand 19. April 2021).

## Bauwerke

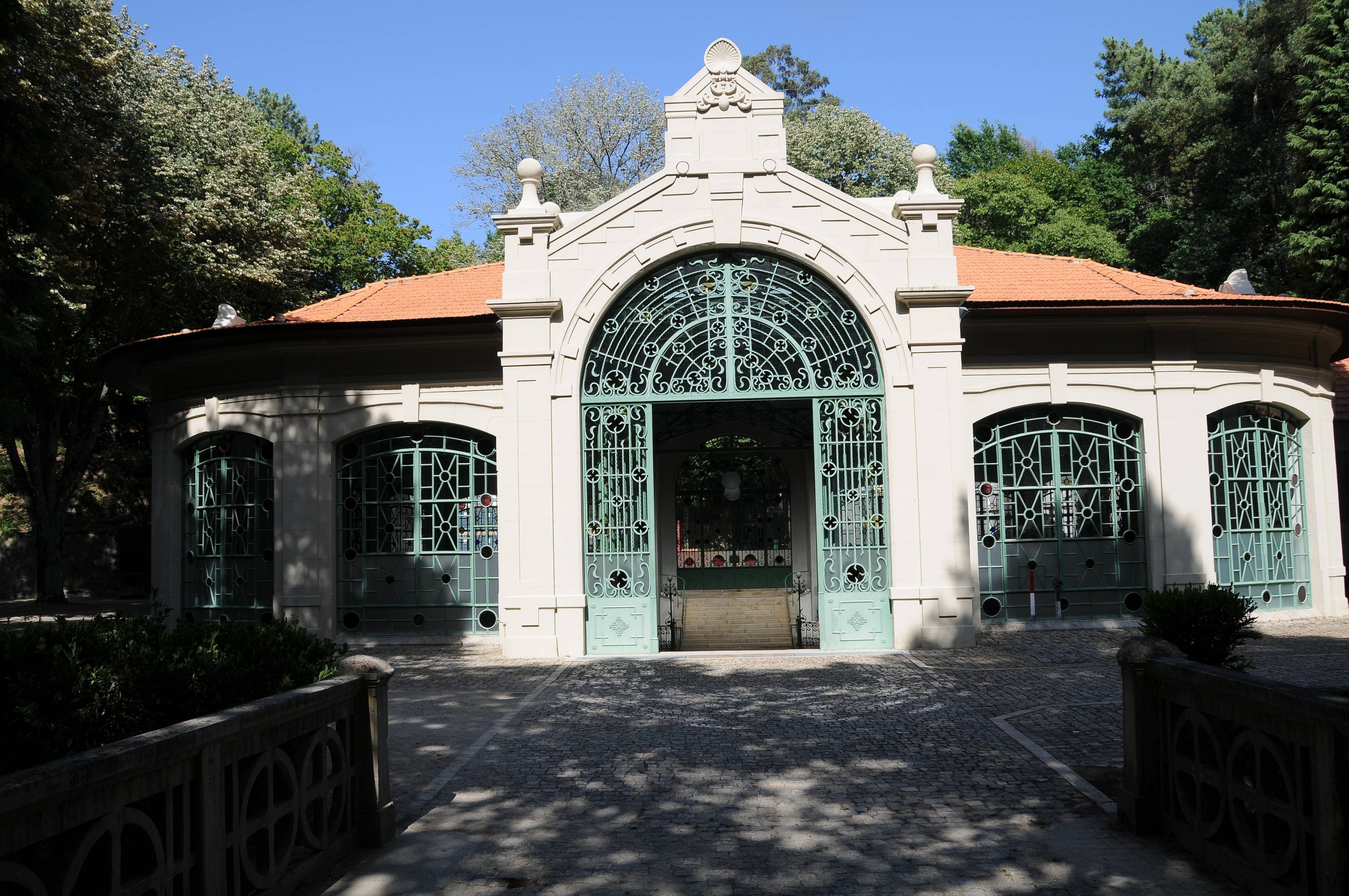
Thermalpark von Peso

- Kirche von Paderne
- Thermalpark von Peso